# Pseudomaso
Pseudomaso longipes és una espècie d'aranya araneomorfa de la subfamília Erigoniane, dins de la família Linyphiidae. És l'únic membre del gènere monotípic Pseudomaso.
Fou descrit per primera vegada per G. H. Locket i A. Russell-Smith l'any 1980, És  endèmic de Nigèria.